# Куртуа, Жак
Жак Куртуа́, также Джакомо Кортезе (фр. Jacques Courtois, итал. Giacomo Cortese), прозванный Бургуньо́н, или Боргоньо́не (фр. le Bourguignon, итал. il Borgognone; 12 февраля 1621, Сен-Ипполит, графство Бургундия — 14 ноября 1676, Рим) — франко-итальянский художник: рисовальщик, живописец и гравёр академического направления. Работал в Италии, главным образом Риме и Флоренции. Мастер батального жанра. Позднее стал монахом-иезуитом. Старший брат художников Гийома Куртуа (1628—1679) и Жана-Франсуа (ок. 1627-?).

## Биография
Жак Куртуа родился в местечке Сен-Ипполит (графство Бургундия), недалеко от Безансона на территории современной Франции, отсюда его позднейшее итальянское прозвание: «Бургундец» (Il Borgognone), в семье малоизвестного художника Жана-Пьера Куртуа. В то время эта территория была испанским владением в Священной Римской империи. О юности Жака, как и его брата Гийома, известно мало, но предполагается, что начальное обучение он получил у отца. Отец и его сыновья отправились в Италию примерно в 1636 году. Они побывали в Милане, Болонье, Венеции, Флоренции и Сиене, затем в 1639—1640 годах оказались в Риме.
По свидетельствам современных биографов, Жак Куртуа три года служил в испанской армии. За это время он рисовал марши и сражения, боевые сцены, пейзажи и военные костюмы. Затем он отказался от оружия и некоторое время учился в Милане у неизвестного скульптора. В 1639 году он переехал в Болонью, где поступил в мастерскую Жерома Коломеса, художника из Лотарингии. По словам итальянского историографа XVII века Филиппо Бальдинуччи талант Жака Куртуа был замечен в Болонье выдающимися художниками Гвидо Рени и Франческо Альбани. Он продолжил свое обучение в Сиене, где некоторое время учился в школе Астольфо Петрацци. В 1640 году во Флоренции брал уроки у баталиста Яна Асселина.
Жак Куртуа отправился в Рим около 1639 года, там он подружился с Питером ван Ларом, голландским живописцем бытового жанра, работавшим в Риме, одним из основателей общества голландских и фламандских художников «Перелётные птицы» и группы римских художников под названием «бамбоччанти», которые работали в жанре изображения народных сценок, происходивших на римских улицах.
В Риме Куртуа находился под впечатлением творчества художника-баталиста Микеланджело Черквоцци. Большое влияние на развитие Жака Куртуа оказали фреска «Битва Константина и Максенция» школы Рафаэля в Апостольском дворце Ватикана, и батальные картины Сальватора Розы. В начале и середине 1640-х годов Жак Куртуа, по рекомендации Пьетро да Кортона получил покровительство знатных римских семей, таких как Саккетти, Киджи и Памфили. Он также работал для заказчиков за пределами Рима и за рубежом, в Испании и Италии.
В 1647 году Жак Куртуа женился в Риме на Анне Марии Вайани, дочери флорентийского художника Алессандро Вайани, которая сама была живописцем и гравёром. Его жене было уже за сорок, когда она вышла замуж. Брак оказался неудачным, и вскоре супруги расстались. Куртуа был призван на службу к принцу Маттиасу Медичи, в то время губернатору Сиены и брату Фердинандо II Медичи, великого герцога Тосканы. Герцог безуспешно пытался помирить супругов. Пара не воссоединилась, когда Куртуа вернулся в Рим позднее в том же году.
После смерти жены в 1654 году Жаку Куртуа пришлось разбираться с семейным имуществом и обеспечить приданое двум своим сёстрам, урсулинским монахиням во Фрибуре, Швейцария. Он также написал несколько религиозных картин для их монастыря. Некоторое время он провёл в Бергамо.
В 1657 году он вернулся в Рим, где присоединился к ордену иезуитов. Став иезуитом, он написал ряд религиозных композиций, но затем вернулся к своим любимым батальным сюжетам. Тем не менее, он начал датировать свои произведения подписью с крестом.
В 1668 году Жак Куртуа стал священником. Он получил заказ на фрески для церкви Иль-Джезу, материнской церкви иезуитов в Риме. Он всё ещё работал над этим проектом, когда умер в Риме 14 ноября 1676 года.
Произведения Куртуа, обычно изображающие жаркие кавалерийские сражения и стычки среди пейзажа, погружённого в желтоватые облака дыма и пыли, написаны в беглой манере и всегда полны жизни, драматизма и движения. Эти довольно похожие друг на друга картины хранятся во многих коллекциях мира. Произведения художника были популярны в России. В санкт-петербургском Эрмитаже имеется девять картин, среди них «Сражение», «Кавалерийская стычка», «Схватка французских кавалеристов с испанскими». Две картины Жака Куртуа хранятся в коллекции Музея изобразительных искусств имени А. С. Пушкина в Москве, куда они были переданы в составе частной коллекции Ильи Самойловича Зильберштейна.

## Галерея

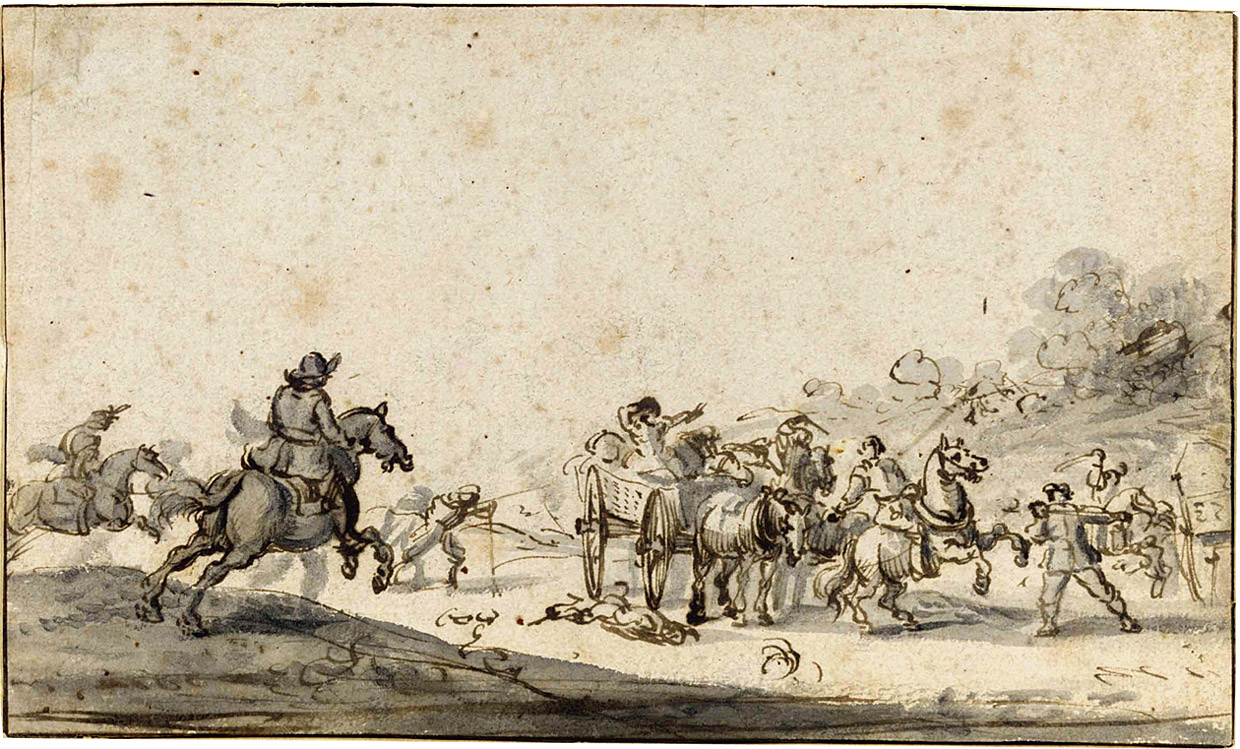
Мародёры нападают на группу путешественников. Бумага, коричневые чернила, перо, кисть. Частное собрание
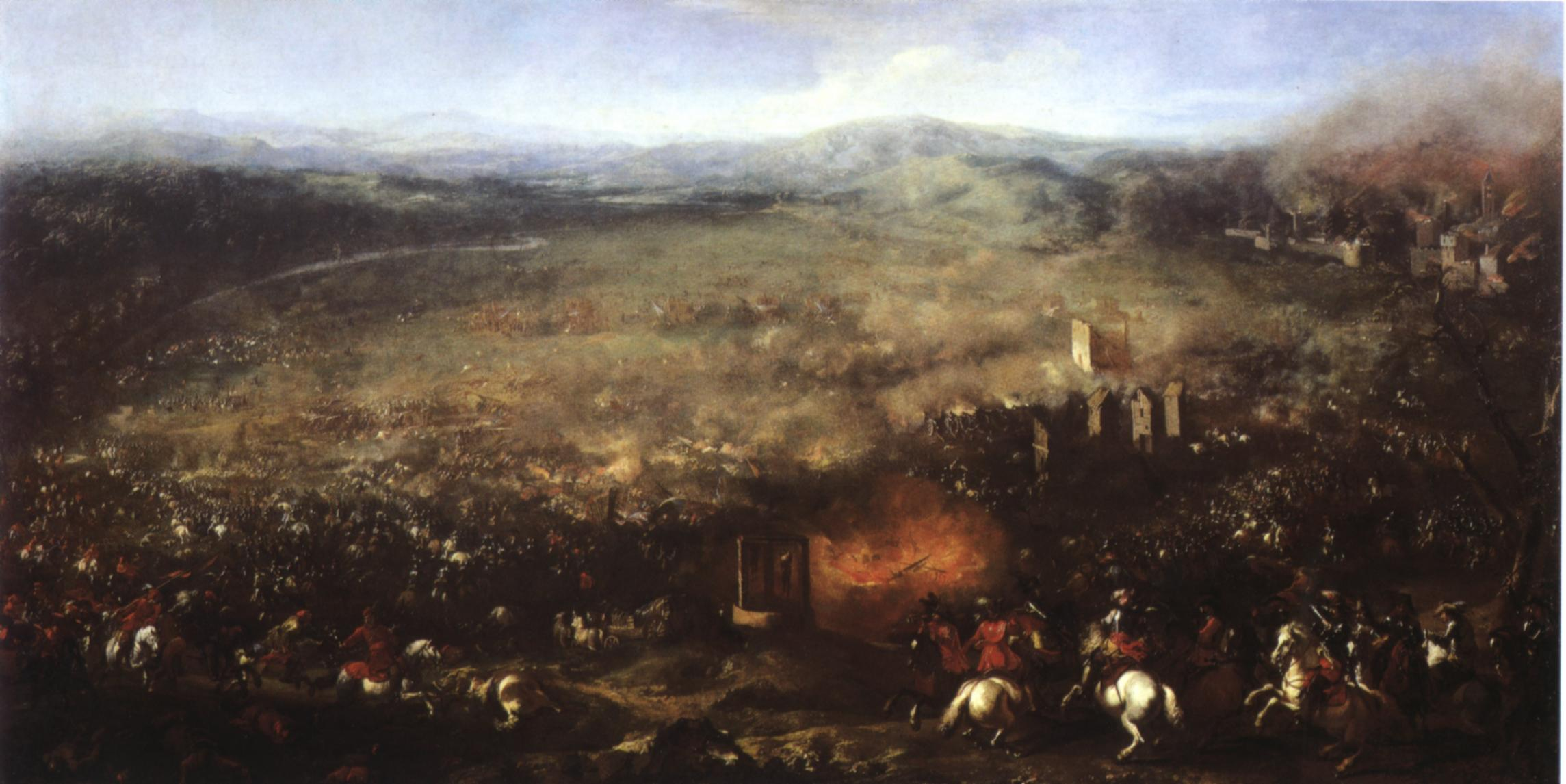
Битва при Лютцене. (1632). Ок. 1655. Холст, масло. Частное собрание
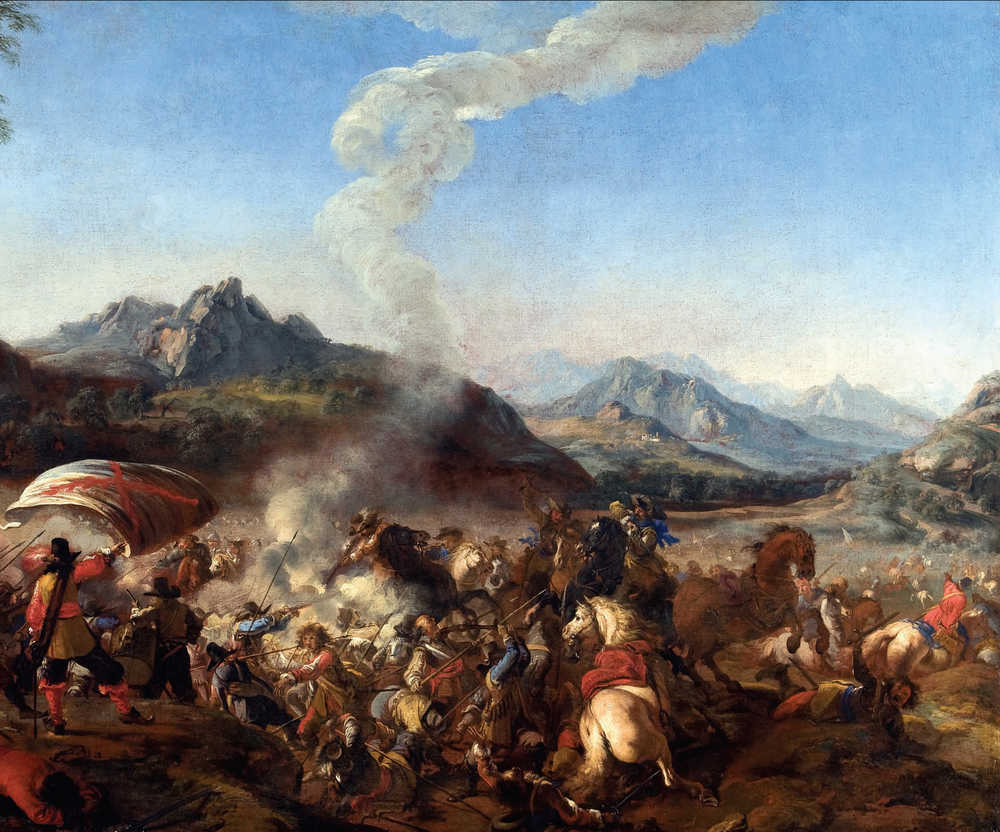
Битва между европейскими войсками с знаменосцами и пушками на переднем плане. Холст, масло. Частное собрание
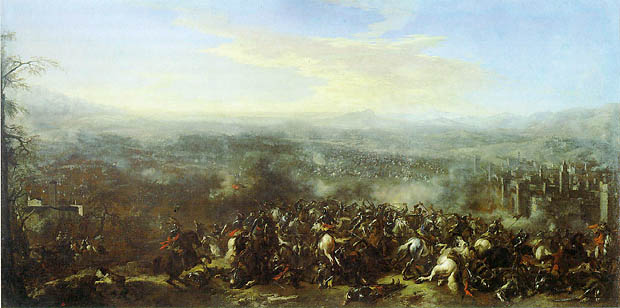
Битва при Нёрдлингене (1634). 1648. Холст, масло. Музей искусства и истории культуры земли Вестфалия, Мюнстер
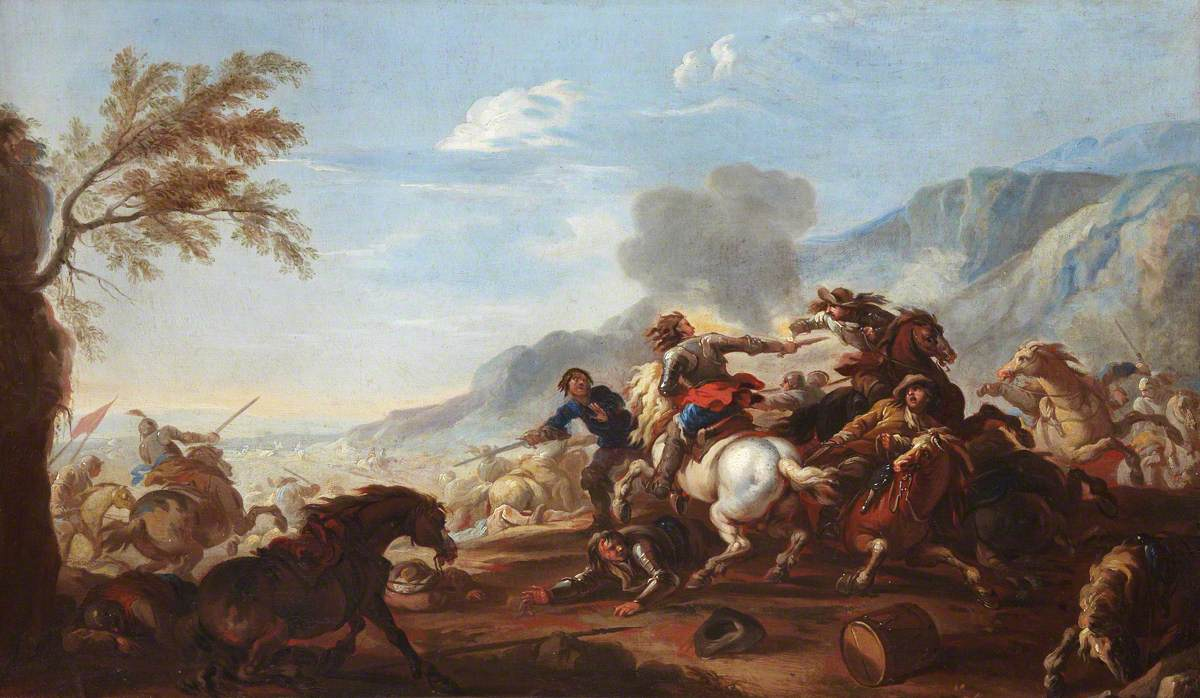
Батальная сцена. Дерево, масло. Государственное художественное собрание. Великобритания
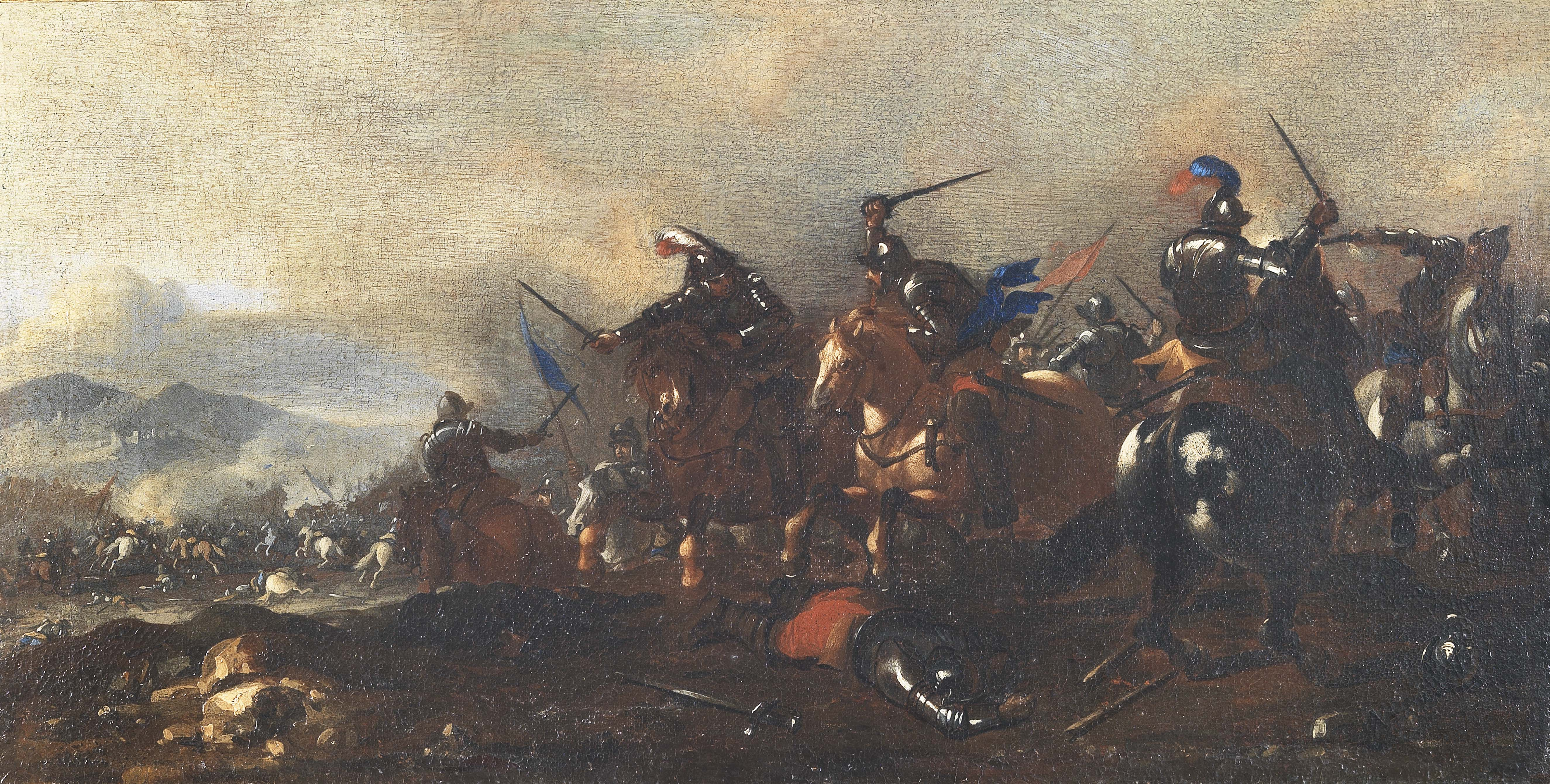
Битва. Холст, масло. Частное собрание
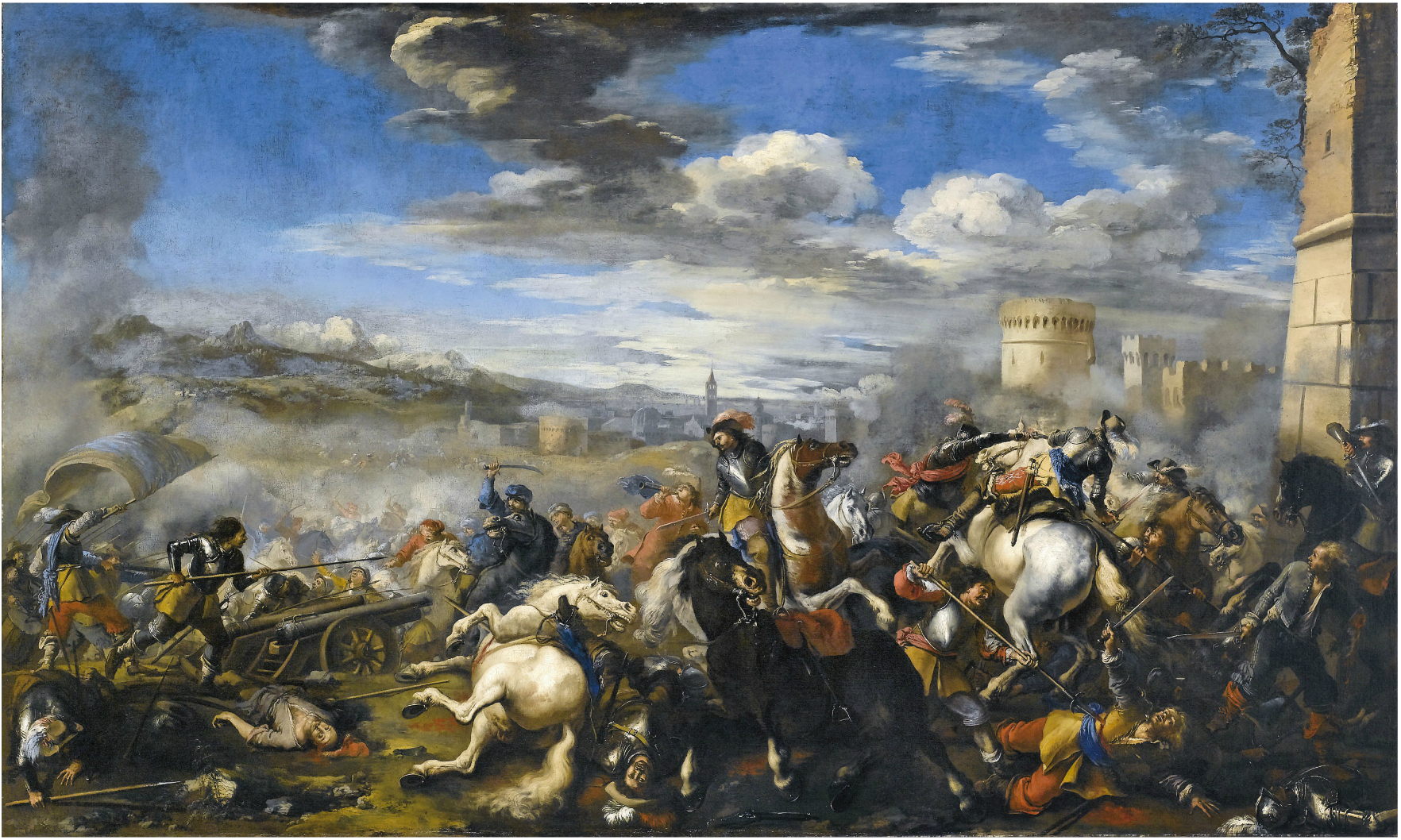
Сцена боя с пехотой, кавалерией и пушками, крепостью и городом за ней. Холст, масло. Частное собрание